# Ministre d'Educació i Capacitació d'Irlanda

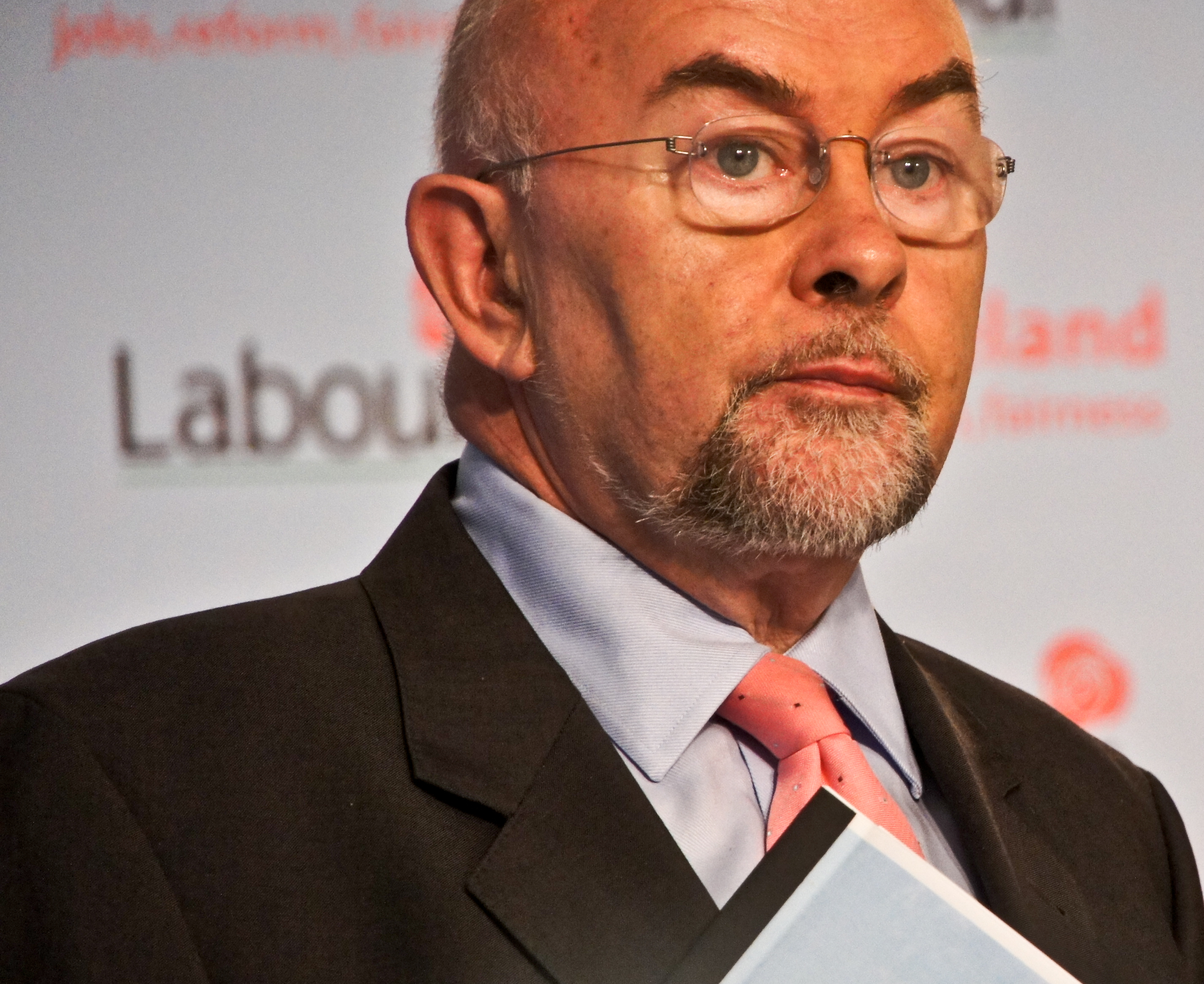
L'actual ministre Ruairi Quinn

El Ministre d'Educació i Capacitació (gaèlic irlandès An tAire Oideachais agus Scileanna, anglès Minister for Education and Skills) és el principal ministre del Departament d'Educació i Capacitació al Govern d'Irlanda.
L'actual ministre d'Educació i Capacitació és Ruairi Quinn, TD. Està assistit per:
- Seán Sherlock, TD -  Ministre d'Estat per a la Recerca i la Innovació
- Ciarán Cannon, TD - Ministre d'Estat per a la Formació i Competències

Fins a setembre de 1997, el departament era conegut simplement com a "Ministeri d'Educació" i el 23 de març de 2010, el departament ha estat rebatejat com a Departament d'Educació i Ciència al seu nom actual.

## Competències
El ministre participa en una àmplia gamma d'activitats relacionades amb l'educació a la República d'Irlanda, incloent les polítiques de planificació, control de qualitat i la prestació d'una àmplia gamma de serveis.
El departament té com a objectiu oficialment a:
- Promoure l'equitat i la inclusió
- Promoure l'aprenentatge permanent
- Plans d'educació que siguin rellevants per a les necessitats personals, socials, culturals i econòmics.

En els darrers anys algunes d'aquestes funcions han estat transferides a autoritats estatutàries, en particular l'Autoritat Educativa Superior, l'Autoritat Nacional de Qualificacions d'Irlanda i la Comissió Estatal d'Exàmens. Els Col·legis i Universitats d'Irlanda són en bona part fora del control governamental, la qual cosa limita en gran manera la política de formació i la preparació d'estadístiques.

## Llista dels titulars de càrrecs
| Ministre per l'Educació 1921–1997             |                            |                        |                        |        |                       |
| No.                                           | Nom                        | Nomenament             | Destitució             | Partit | Partit                |
| 1.                                            | John J. O'Kelly            | 26 d'agost de 1921     | 9 de gener de 1922     |        | Sinn Féin             |
| 2.                                            | Michael Hayes              | 11 de gener de 1922    | 9 de setembre de 1922  |        | Sinn Féin pro-tractat |
| 3.                                            | Fionán Lynch               | 1 d'abril de 1922      | 30 d'agost de 1922     |        | Sinn Féin pro-tractat |
| 4.                                            | Eoin MacNeill              | 30 d'agost de 1922     | 24 de novembre de 1925 |        | Cumann na nGaedheal   |
| 5.                                            | John M. O'Sullivan         | 28 de gener de 1926    | 9 de març de 1932      |        | Cumann na nGaedheal   |
| 6.                                            | Thomas Derrig (1r cop)     | 9 de març de 1932      | 8 de setembre de 1939  |        | Fianna Fáil           |
| 7.                                            | Seán T. O'Kelly            | 8 de setembre de 1939  | 27 de setembre de 1939 |        | Fianna Fáil           |
| 8.                                            | Éamon de Valera (acting)   | 27 de setembre de 1939 | 18 de juny de 1940     |        | Fianna Fáil           |
|                                               | Thomas Derrig (2n cop)     | 18 de juny de 1940     | 18 de febrer de 1948   |        | Fianna Fáil           |
| 9.                                            | Richard Mulcahy (1r cop)   | 18 de febrer de 1948   | 13 de juny de 1951     |        | Fine Gael             |
| 10.                                           | Seán Moylan                | 13 de juny de 1951     | 2 de juny de 1954      |        | Fianna Fáil           |
|                                               | Richard Mulcahy (2n cop)   | 2 de juny de 1954      | 20 de març de 1957     |        | Fine Gael             |
| 11.                                           | Jack Lynch (1r cop)        | 20 de març de 1957     | 23 de juny de 1959     |        | Fianna Fáil           |
| 12.                                           | Patrick Hillery            | 23 de juny de 1959     | 21 d'abril de 1965     |        | Fianna Fáil           |
| 13.                                           | George Colley              | 21 d'abril de 1965     | 13 de juliol de 1966   |        | Fianna Fáil           |
| 14.                                           | Donogh O'Malley            | 13 de juliol de 1966   | 10 de març de 1968     |        | Fianna Fáil           |
|                                               | Jack Lynch (interí)        | 10 de març de 1968     | 26 de març de 1968     |        | Fianna Fáil           |
| 15.                                           | Brian Lenihan              | 26 de març de 1968     | 2 de juliol de 1969    |        | Fianna Fáil           |
| 16.                                           | Pádraig Faulkner           | 2 de juliol de 1969    | 14 de març de 1973     |        | Fianna Fáil           |
| 17.                                           | Richard Burke              | 14 de març de 1973     | 2 de desembre de 1976  |        | Fine Gael             |
| 18.                                           | Peter Barry                | 2 de desembre de 1976  | 5 de juliol de 1977    |        | Fine Gael             |
| 19.                                           | John Wilson                | 5 de juliol de 1977    | 30 de juny de 1981     |        | Fianna Fáil           |
| 20.                                           | John Boland                | 30 de juny de 1981     | 9 de març de 1982      |        | Fine Gael             |
| 21.                                           | Martin O'Donoghue          | 9 de març de 1982      | 6 d'octubre de 1982    |        | Fianna Fáil           |
| 22.                                           | Charles Haughey (interí)   | 7 d'octubre de 1982    | 27 d'octubre de 1982   |        | Fianna Fáil           |
| 23.                                           | Gerard Brady               | 27 d'octubre de 1982   | 14 de desembre de 1982 |        | Fianna Fáil           |
| 24.                                           | Gemma Hussey               | 14 de desembre de 1982 | 14 de febrer de 1986   |        | Fine Gael             |
| 25.                                           | Patrick Cooney             | 14 de febrer de 1986   | 10 de març de 1987     |        | Fine Gael             |
| 26.                                           | Mary O'Rourke              | 10 de març de 1987     | 14 de novembre de 1991 |        | Fianna Fáil           |
| 27.                                           | Noel Davern                | 14 de novembre de 1991 | 11 de febrer de 1992   |        | Fianna Fáil           |
| 28.                                           | Séamus Brennan             | 11 de febrer de 1992   | 12 de gener de 1993    |        | Fianna Fáil           |
| 29.                                           | Niamh Bhreathnach (1r cop) | 12 de gener de 1993    | 17 de novembre de 1994 |        | Partit Laborista      |
| 30.                                           | Michael Smith              | 18 de novembre de 1994 | 15 de desembre de 1994 |        | Fianna Fáil           |
|                                               | Niamh Bhreathnach (2n cop) | 15 de desembre de 1994 | 26 de juny de 1997     |        | Partit Laborista      |
| 31.                                           | Micheál Martin             | 26 de juny de 1997     | 30 de setembre de 1997 |        | Fianna Fáil           |
| Ministre d'Educació i Ciència 1997–2010       |                            |                        |                        |        |                       |
| No.                                           | Nom                        | Nomenament             | Destitució             | Partit | Partit                |
|                                               | Micheál Martin             | 30 de setembre de 1997 | 27 de gener de 2000    |        | Fianna Fáil           |
| 32.                                           | Michael Woods              | 27 de gener de 2000    | 6 de juny de 2002      |        | Fianna Fáil           |
| 33.                                           | Noel Dempsey               | 6 de juny de 2002      | 29 de setembre de 2004 |        | Fianna Fáil           |
| 34.                                           | Mary Hanafin               | 29 de setembre de 2004 | 7 de maig de 2008      |        | Fianna Fáil           |
| 35.                                           | Batt O'Keeffe              | 7 de maig de 2008      | 23 de març de 2010     |        | Fianna Fáil           |
| Ministre d'Educació i Capacitats 2010–present |                            |                        |                        |        |                       |
| No.                                           | Nom                        | Nomenament             | Destitució             | Partit | Partit                |
| 36.                                           | Mary Coughlan              | 23 de març de 2010     | 9 de març de 2011      |        | Fianna Fáil           |
| 37.                                           | Ruairi Quinn               | 9 de març de 2011      | en el càrrec           |        | Partit Laborista      |